# Йозеф Сильний
Йозеф Сильний (чеськ. Josef Silný, нар. 23 січня 1902, Кромержиж — пом. 15 травня 1981) — чехословацький футболіст, що грав на позиції нападника. По завершенні ігрової кар'єри — футбольний тренер.

## Клубна кар'єра
Народився 23 січня 1902 року в місті Кромержиж, Австро-Угорщина (нині — Чехія). Вихованець футбольної школи клубу «Ганацька Славія». Дорослу футбольну кар'єру розпочав 1920 року в основній команді того ж клубу, в якій провів три сезони.
Протягом 1923—1926 років захищав кольори «Славії». За цей час двічі став чемпіоном країни та одного разу здобув кубок. Загалом за «Славію» зіграв 147 матчів і забив 136 голів.
В 1926 році переходить до складу основного конкурента — «Спарти» (Прага). Перехід відбувся 22 липня 1926 року за суму 50 000 крон і став рекордним у чехословацькому футболі. Ця сума була дуже великою для того часу. Відіграв за празьку команду наступні сім сезонів своєї ігрової кар'єри, вигравши два чемпіонства, а також кубок Мітропи та кубок Середньої Чехії. Крім того у 1931 році Сильний став найкращим бомбардиром чемпіонату з 18 голами. В різноманітних турнірах і товариських зустрічах провів за «Спарту» 379 ігор (375 забитих голів). Перший гравець, якому вдалося забити в чемпіонаті Чехословаччини сто голів, а всього — 113.
1933 року перебрався у Францію, де протягом сезону виступав за «Спортінг» (Нім), але незабаром повернувся на Батьківщину в «Богеміанс». Наприкінці сезону зіграв 3 матчі, в яких забив 5 голів, але це не допомогло його команді врятуватися від вильоту. У вересні 1935 року «Богеміанс» створив сенсацію в Середньочеському кубку, коли в півфіналі обіграв колишній клуб Сильного — «Спарту» з рахунком 2:1. Рахунок на початку матчу відкрив колишній партнер Йозефа в атаці «Спарти» — Раймон Брен, але ще до перерви Вратислав Чех зрівняв рахунок з передачі Сильного, а в другому таймі той самий Чех приніс перемогу «Богеміансу». Через напружений графік матчів, фінал турніру проти «Славії», ще одного колишнього клубу Сильного, відбувся на наступний день 29 вересня. «Богеміанс» зміг протриматись 60 хвилин, але в останні 30 хвилин матчу отримав чотири голи, на які зумів відповісти лише одним — 1:4.
Завершував професійну ігрову кар'єру у клубі «Ганацька Славія», у складі якого і розпочинав кар'єру. Вдруге Сильний прийшов до команди 1935 року, захищав її кольори до припинення виступів на професійному рівні у 1940.

## Виступи за збірну
За національну збірну дебютував 28 жовтня 1925. У Празі чехословацькі футболісти перемогли збірну Югославії (7:0). На рахунку Йозефа Сильного — два забитих м'ячі.
У складі збірної був учасником чемпіонату світу 1934 року, де разом з командою здобув «срібло». В Італії виходив на поле у першому матчі проти збірної Румунії (2:1).
Протягом кар'єри у національній команді, яка тривала 10 років, провів у формі головної команди країни 50 матчів, забивши 28 голів. Із них десять забив у ворота збірної Югославії.

## Кар'єра тренера
Розпочав тренерську кар'єру 1935 року, ставши граючим тренером рідного клубу «Ганацька Славія». Досвід тренерської роботи обмежився цим клубом.
Помер 15 травня 1981 року на 80-му році життя.

## Титули і досягнення

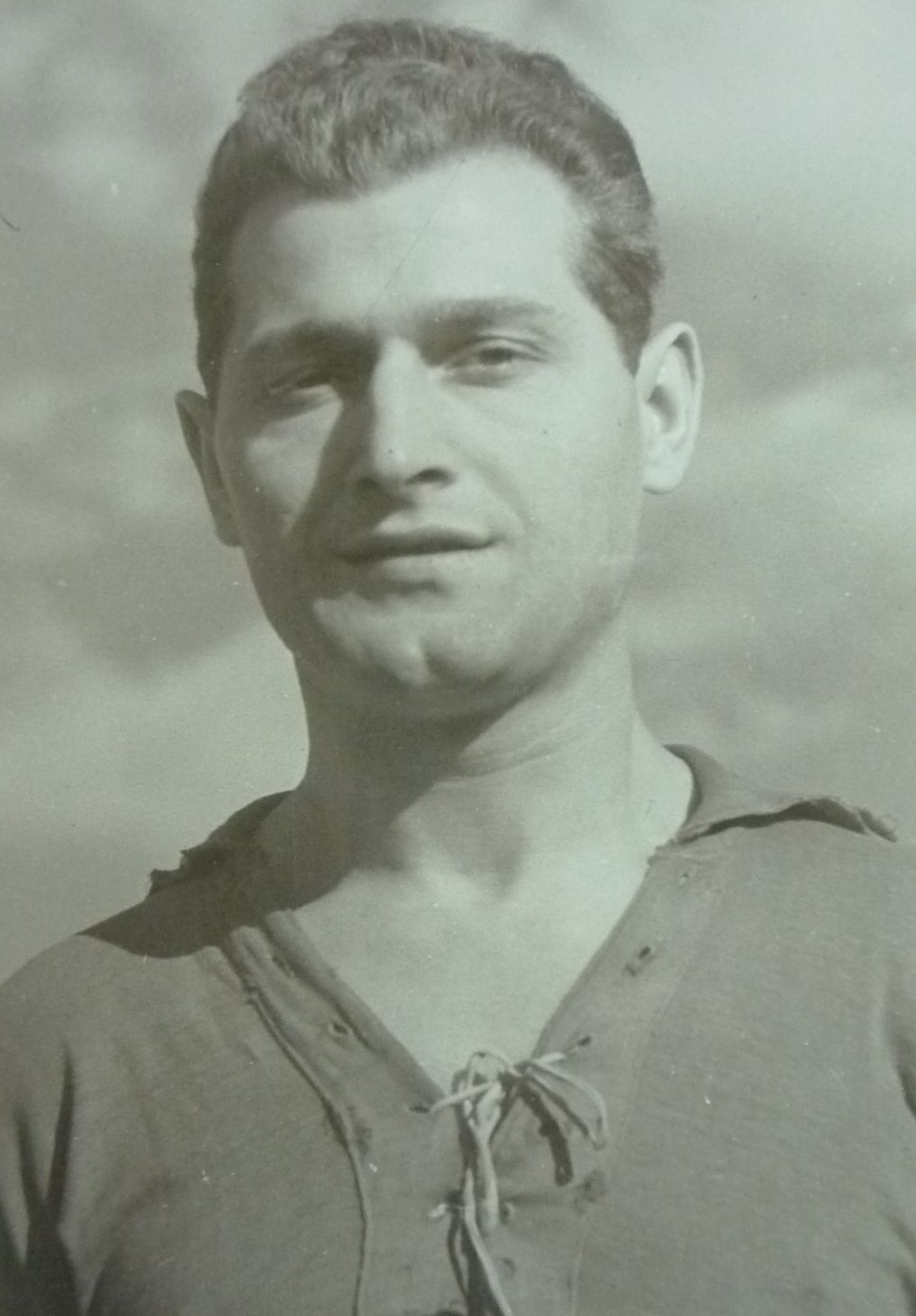
Йозеф Сильний у 1932 році

### Клубні
- Володар кубка Мітропи (1): 1927
- Фіналіст кубка Мітропи (1): 1930
- Чемпіон Чехословаччини (3): 1925, 1927, 1932
- Володар кубка Середньої Чехії (2): 1926, 1931
- Віце-чемпіон світу: 1934

### Індивідуальні
- Найкращий бомбардир чемпіонату Чехословаччини: 1931 (18 голів)
- Найкращий бомбардир кубка Мітропи: 1927 (5 голів)

## Статистика
Статистика виступів в офіційних матчах:
| Сезон             | Команда           | Чемпіонат         | Чемпіонат | Чемпіонат | Кубок Мітропи | Кубок Мітропи | Кубок Мітропи | Збірна | Збірна |
| Сезон             | Команда           | Ліга              | Ігри      | Голи      |               | Ігри          | Голи          | Ігри   | Голи   |
| ----------------- | ----------------- | ----------------- | --------- | --------- | ------------- | ------------- | ------------- | ------ | ------ |
| 1925              | «Славія»          | Д-1               | 9         | 8         | —             | —             | —             | —      | —      |
| 1925/26           | «Славія»          | Д-1               | 19        | 24        | —             | —             | —             | 4      | 6      |
| 1926/27           | «Спарта»          | Д-1               |           | 7         | —             | —             | —             | 4      | 3      |
| 1927/28           | «Спарта»          | Д-1               |           | 9         | Пер.          | 6             | 5             | 6      | 2      |
| 1928/29           | «Спарта»          | Д-1               |           | 6         | —             | —             | —             | 7      | 7      |
| 1929/30           | «Спарта»          | Д-1               |           | 8         | 1/4           | 2             | 1             | 8      | 3      |
| 1930/31           | «Спарта»          | Д-1               | 14        | 18        | Фін.          |               |               | 6      | 3      |
| 1931/32           | «Спарта»          | Д-1               |           | 14        | 1/2           |               |               | 7      | 2      |
| 1932/33           | «Спарта»          | Д-1               |           | 7         | 1/4           | 1             | 0             | 4      | 0      |
| 1933/34           | «Спарта»          | Д-1               |           | 7         | 1/2           |               |               | 4      | 2      |
| 1933/34           | «Нім-Олімпік»     | Д-1               |           | 14        | —             | —             | —             | 4      | 2      |
| 1934/35           | «Вршовіце»        | Д-1               | 3         | 5         | —             | —             | —             | —      | —      |
| Усього за кар'єру | Усього за кар'єру | Усього за кар'єру |           | 127       | —             |               |               | 50     | 28     |

Статистика забитих голів у збірній:
| №  | Дата            | Місто     | Суперник   | Рахунок | Голи               |
| -- | --------------- | --------- | ---------- | ------- | ------------------ |
| 1  | 28 жовтня 1925  | Прага     | Югославія  | 7 : 0   | 41'                |
| 3  | 6 червня 1926   | Будапешт  | Угорщина   | 1 : 2   | 38'                |
| 4  | 6 червня 1926   | Загреб    | Югославія  | 6 : 2   | 17', 27', 41', 62' |
| 6  | 20 лютого 1927  | Мілан     | Італія     | 2 : 2   | 39'                |
| 7  | 24 квітня 1927  | Прага     | Угорщина   | 4 : 1   | 50'                |
| 8  | 26 травня 1927  | Прага     | Бельгія    | 4 : 0   | 60'                |
| 10 | 9 жовтня 1927   | Будапешт  | Угорщина   | 2 : 1   | 49'                |
| 12 | 1 квітня 1928   | Відень    | Австрія    | 1 : 0   | 38'                |
| 17 | 28 жовтня 1928  | Прага     | Югославія  | 7 : 1   | 68', 82'           |
| 18 | 3 березня 1929  | Болонья   | Італія     | 2 : 4   | 18'                |
| 19 | 17 березня 1929 | Прага     | Австрія    | 3 : 3   | 43'                |
| 20 | 5 травня 1929   | Лозанна   | Швейцарія  | 4 : 1   | 23', 85'           |
| 21 | 28 червня 1929  | Загреб    | Югославія  | 3 : 3   | 67'                |
| 24 | 28 жовтня 1929  | Прага     | Югославія  | 4 : 3   | 10', 75'           |
| 28 | 11 травня 1930  | Коломб    | Франція    | 3 : 2   | 17'                |
| 34 | 12 квітня 1931  | Відень    | Австрія    | 1 : 2   | 38'                |
| 35 | 13 червня 1931  | Прага     | Швейцарія  | 7 : 3   | 48', 58'           |
| 39 | 20 березня 1932 | Прага     | Угорщина   | 1 : 3   | 51'                |
| 42 | 29 травня 1932  | Амстердам | Нідерланди | 2 : 1   | 24'                |
| 47 | 17 вересня 1933 | Прага     | Австрія    | 3 : 3   | 55'                |
| 48 | 15 жовтня 1933  | Варшава   | Польща     | 2 : 1   | 33'                |